# North Carolwood Drive
Der North Carolwood Drive ist eine Straße in der Wohnsiedlung Holmby Hills im Westen von Los Angeles. Sie beginnt am Sunset Boulevard im Süden und endet am Brooklawn Drive im Norden.

## Bekannte Anwohner
In der rund 800 Meter langen Straße lebten eine Vielzahl von  bedeutenden Persönlichkeiten aus der Film- und Musikbranche.
Das Anwesen unter Nummer 100 mietete der Popstar Michael Jackson (1958–2009) Ende 2008 zum monatlichen Preis von 100.000 Dollar und verbrachte dort die letzten Monate seines Lebens.
Unter Nummer 115 lebte in den 1960er Jahren der Schauspieler Richard Burton (1925–1984) und auf dem Anwesen Nummer 135 residierte in den 1980er Jahren der Rolling-Stones-Sänger Mick Jagger (* 1943), der zuvor bereits im benachbarten Monovale Drive gelebt hatte.
In der Villa Nummer 245 wohnten der Ex-Beatle George Harrison (1943–2001) und der Schauspieler Burt Reynolds (1936–2018), im Haus Nummer 280 die Schauspielerinnen Constance Bennett (1904–1965) und Loretta Young (1913–2000).
Die Sängerin und Schauspielerin Barbra Streisand (* 1942) lebte unter Nummer 301, ihr Berufskollege Frank Sinatra (1915–1998) unter Nummer 320, Schauspieler Clark Gable (1901–1960) mit seiner Frau Carole Lombard (1908–1942) unter Nummer 325 und der Schauspieler  James Stewart (1908–1997) unter Nummer 340.
Der Filmproduzent Walt Disney (1901–1966) lebte im Anwesen mit der Nummer 355, der Schauspieler Gregory Peck (1916–2003) in den 1970er Jahren unter Nummer 375 und der Sänger  Rod Stewart (* 1945) in den 1980er Jahren unter Nummer 391.